# Lorna Crozier

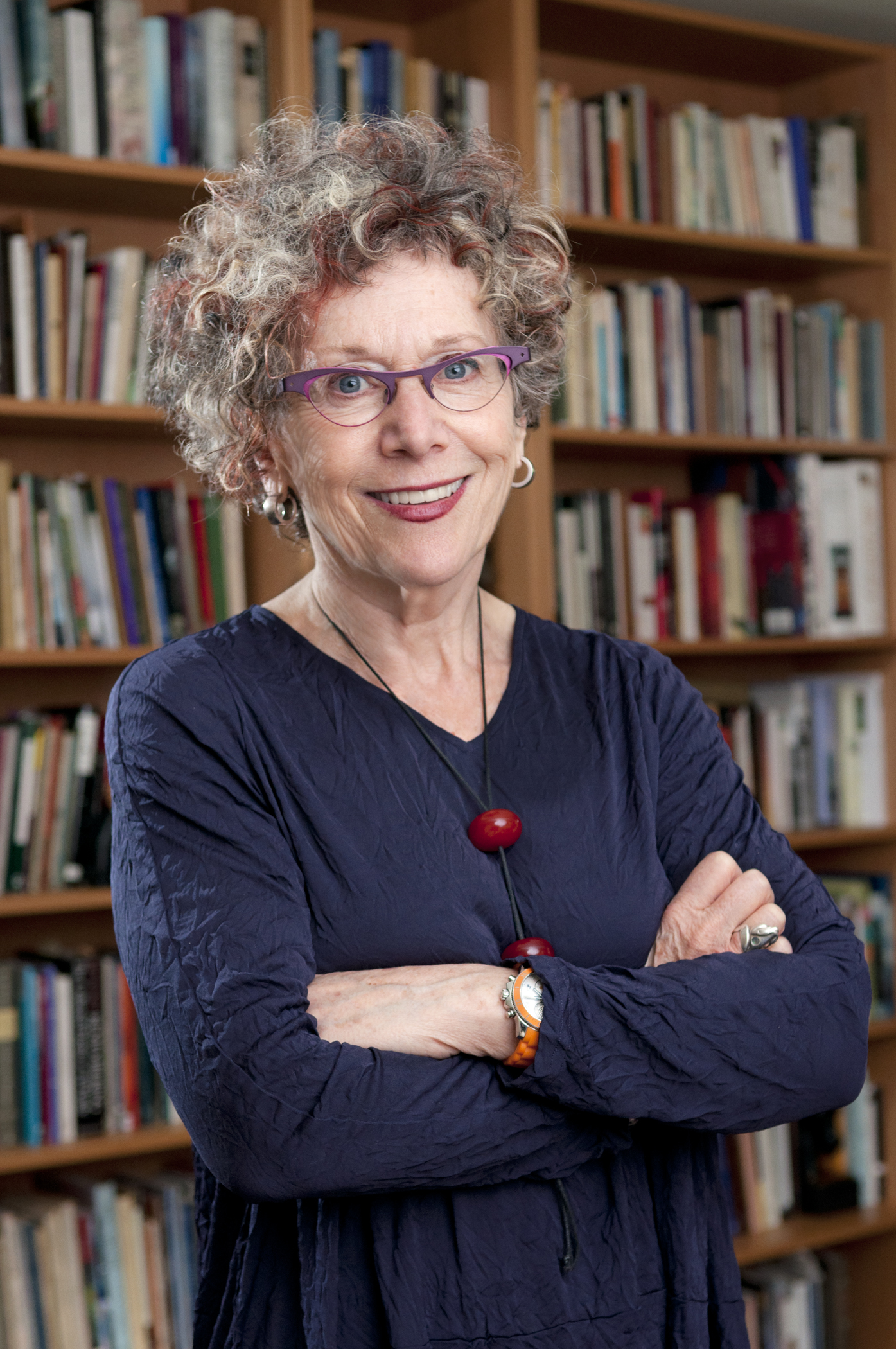
Lorna Crozier

Lorna Crozier, OC (* 24. Mai 1948 in Swift Current, Saskatchewan, Kanada) ist eine kanadische Dichterin und Schriftstellerin sowie Vorstand der Abteilung für Kreatives Schreiben an der University of Victoria. In ihrer schriftstellerischen Karriere konnte sie diverse Literaturpreise erringen: unter anderem 1992 den Governor General’s Awards, den Canadian Author’s Association Award for Poetry, 2000 den zu den BC Book Prizes gehörenden Dorothy Livesay Poetry Prize, und 2010 den Hubert Evans Non-Fiction Prize. Nach Auffassung der kanadischen Literaturwissenschaft zählt auch sie zu den „Prärie-Poeten“.

## Leben
Lorna Crozier wurde 1948 in Swift Current, Saskatchewan, geboren. Sie besuchte die University of Saskatchewan, wo sie ihren Bachelor of Arts 1969, und die University of Alberta, wo sie ihren Magister artium 1980 in Englischer Literatur machte. In Saskatoon heiratete sie um 1970 einen High-School-Lehrer namens Uher und ließ sich im Süden der Stadt nieder. Bevor sie Gedichte und Kurzgeschichten veröffentlichte, arbeitete Crozier als Englischlehrerin an einer High School und in der Studienberatung. Während dieser Jahre erschien 1974 ihr erstes Gedicht im Literaturmagazin Grain. Bis Ende 1978 hatte sie eine schriftstellerisch erfolgreiche Zeit und ließ sich von Uher scheiden, um fortan mit dem Schriftsteller Patrick Lane zusammenzuleben.
Darüber hinaus unterrichtete sie Kreatives Schreiben an der mit der University of British Columbia assoziierten Banff School of Fine Arts, der Saskatchewan Summer School of the Arts und dem Sechelt Summer Writing Festival. Lorna Crozier fungierte als Writer-in-Residence am Cypress Hills Community College 1983, der University of Lethbridge (1987), dem Douglas College, British Columbia (1989), der Regina Public Library und der University of Toronto 1989.
Die Schriftstellerin hat bis heute 15 Werke veröffentlicht, die typischerweise auf die menschlichen Beziehungen konzentriert sind, die natürliche Umwelt, die Sprache, Erinnerung und Perzeption. Mit ihrem langjährigen Lebenspartner Patrick Lane hat sie drei Werke herausgegeben: No Longer Two People (1979), Breathing Fire: Canada’s New Poets (1995) und Breathing Fire 2 (2004).
Ihre Gedichtsammlung What the Living Won’t Let Go (1999) vereinte in sich eine erzählende Struktur. Einige Gedichte folgten dem Leben zweier Familien von der jeweiligen individuellen Geburt bis zum Tod: Croziers eigener Familie und einer unbenannten, im Schatten lebenden Familie, die in einer dunklen und schonungslosen Geschichte befangen waren. Andere Gedichte beschäftigten sich mit dem Seelenleben von Füchsen oder stellten die Katze vor, die Thomas Hardys Herz fraß. Die Gedichtsammlung wurde als bewegende Sammlung gelobt, die die Lebensfreude feierte, während sie gleichzeitig den Verlust und Schönheit benannte. 2000 konnte What the Living Won’t Let Go den  Dorothy Livesay Poetry Prize gewinnen.
Den nächsten Literaturpreis für ein literarisches Werk, den Hubert Evans Non-Fiction Prize sollte sie 2010 nicht für ihre Lyrik erhalten, sondern für das vorsichtige, keine Mühen sparende Porträt ihrer Heimatstadt und ihrer Familie in Small Beneath the Sky: A Prairie Memoir  (2009). Darin beschrieb sie in lebendigen Bildern Swift Current mit seiner einzigen Hauptstraße, zwei High School und drei Bier-Bars – wo ihr Vater seine meisten Abende verbrachte. Entschlossen schrieb sie über den Kummer und die Schande, die von Armut und Alkoholismus verursacht wurde. Im Zentrum ihres von der Kritik als literarisches Echo von W. O. Mitchell, Sinclair Ross und Margaret Laurence überaus positiv aufgenommenen Buches stand die tiefe Liebe zu ihrer Mutter Peggy. Die Erzählungen des täglichen Lebens – manche amüsant, andere herzzerreissend – folgten im Wechsel mit Prosagedichten. Damit gehört Lorna Grozier zu der Handvoll von Schriftstellern, die einen BC Book Prize in zwei Kategorien gewinnen konnte.
Des Weiteren gewann Lorna Crozier 1992 den Governor General’s Awards, den Canadian Author’s Association Award for Poetry, die Goldmedaille des National Magazine Award und den ersten Preis bei der National CBC Literary Competition. Außerdem erhielt sie den von der University of Victoria den Distinguished Professors Award, und die University of Regina verlieh ihr die Ehrendoktorwürde für Jura 2004.
Die Schriftstellerin gab etliche Benefiz-Lesungen ihrer Werke für wohltätige Organisationen wie den kanadischen Tierschutzverein, Wintergreen Studios, The Land Conservancy of British Columbia, die Victoria READ Society und PEERS, einer Gesellschaft, die die Straßenprostitution vermeiden möchte. Bis auf die Antarktis hat sie auf jedem Kontinent Lesungen veranstaltet, und am 19. Mai 2005 rezitierte Lorna Crozier ein Gedicht für die britische Königin Elisabeth II. als Teil der Jahrhundertfeier von Saskatchewan. Ihre Werke wurden bisher ins Französische, Spanische und Slowenische übersetzt. Clive Holden drehte bereits 1993 über sie eine Dokumentation mit dem Titel The language of angels : Lorna Crozier, award winning poet : a documentary.
Seit 2009 ist sie Mitglied der Royal Society of Canada und seit 2011 Officer of the Order of Canada. In der Laudatio-Begründung formulierte man ihre Verdienste um die Lyrik und das Bildungswesen British Columbias folgendermaßen: „Lorna Crozier is one of our country’s pre-eminent poets. Over the past 35 years, her award-winning work, which frequently celebrates the prairie landscape and its people, has enriched the Canadian literary scene and has been published in several languages. As an educator she has helped young writers achieve excellence and recognition. She also generously employs her talents in support of various social causes, including literacy, animal rights and the environment.“
Die Schriftstellerin lebte mit ihrem Partner Patrick Lane jahrzehntelang in Victoria, nun in Sanich, British Columbia.

## Werk
Lyrik
- Inside is the Sky.  1976 (als Lorna Uher)
- Crow's Black Joy.  1979 (als Lorna Uher)
- Humans and Other Beasts. 1980 (als Lorna Uher)
- No Longer Two People. 1981  (zusammen mit Patrick Lane)
- The Weather. 1983
- The Garden Going On Without Us. McClelland & Stewart, Toronto 1985, ISBN 978-0-7710-2475-7 (nominiert für den Governor General’s Award)
- Angels of Flesh, Angels of Silence. McClelland & Stewart, Toronto 1988, ISBN 978-0-7710-2476-4, ISBN 978-0-7710-2477-1 (nominiert für den Governor General’s Award)
- Inventing the Hawk. McClelland & Stewart, Toronto 1992 (Gewinner Governor General’s Award for poetry and des Pat Lowther Award 1992)
- Everything Arrives at the Light. McClelland & Stewart, Toronto 1995, ISBN 978-0-7710-2479-5 (Gewinner des Pat Lowther Award)
- A Saving Grace: Collected Poems. 1996
- What the Living Won't Let Go. McClelland & Stewart, Toronto 1999, ISBN 978-0-7710-2481-8 (Gewinner des Dorothy Livesay Poetry Prize 2000)
- Apocrypha of Light. 2002
- Bones in their Wings: Ghazals. 2003
- Whetstone. 2005.[13]
- Bones in Their Wings: Ghazals. 2006
- The Blue Hour of the Day: Selected Poems. McClelland & Stewart, Toronto 2007, ISBN 978-0-7710-2468-9.
- Small Beneath the Sky. 2009

Prosa/No fiction/Biografie
- Small Beneath the Sky: A Prairie Memoir. Greystone Books, Vancouver/Berkeley 2009, 2. Auflage 2011, ISBN 978-1-55365-577-0 (Gewinner des Hubert Evans Non-Fiction Prize 2010)

Anthologien
- A Sudden Radiance. 1987  (zusammen mit Gary Hyland)
- Breathing Fire. Harbour, Madeira Park, British Columbia 1995 (zusammen mit Patrick Lane), ISBN 978-1-55017-125-9.
- Desire in seven voices. Douglas & McIntyre, Toronto 1999, ISBN 978-1-55054-805-1.
- Addicted: Notes from the Belly of the Beast. Greystone Books, Vancouver 2001, 2. Auflage 2006, ISBN 978-1-55365-115-4  (zusammen mit Patrick Lane)
- Breathing Fire 2. 2004  (zusammen mit Patrick Lane)
- Before the first word : the poetry of Lorna Crozier (zusammen mit Catherine Hunter), Wilfried Laurier University Press, Waterloo, Ontario 2005, ISBN 978-0-88920-489-8.

## Auszeichnungen und Nominierungen
- 1985: Nominiert für den Governor General’s Award mit The Garden Going On Without Us
- 1988: Nominiert für den Governor General’s Award mit Angels of Flesh, Angels of Silence
- 1992: Gewinnerin des Governor General’s Award for poetry mit Inventing the Hawk
- 1992: Gewinnerin des Pat Lowther Award[14] mit Inventing the Hawk
- 1995: Gewinnerin des Pat Lowther Award mit Everything Arrives at the Light
- 2000: Gewinnerin des Dorothy Livesay Poetry Prize mit What the Living Won't Let Go
- 2010: Gewinnerin des Hubert Evans Non-Fiction Prize mit Small Beneath the Sky: A Prairie Memoir